# 25456 Caitlinmann
A 25456 Caitlinmann (ideiglenes jelöléssel 1999 XQ12) a Naprendszer kisbolygóövében található aszteroida. A LINEAR projekt keretében fedezték fel 1999. december 5-én.